# Eophileurus
Eophileurus är ett släkte av skalbaggar. Eophileurus ingår i familjen Dynastidae.

## Dottertaxa tillEophileurus, i alfabetisk ordning[1]
- Eophileurus akitai
- Eophileurus assamensis
- Eophileurus baliensis
- Eophileurus baolocensis
- Eophileurus birmanicus
- Eophileurus borneensis
- Eophileurus celebensis
- Eophileurus chinensis
- Eophileurus cingalensis
- Eophileurus confinis
- Eophileurus convexus
- Eophileurus dentatus
- Eophileurus felschei
- Eophileurus fenicheli
- Eophileurus forsteri
- Eophileurus gracilis
- Eophileurus heyrovskyi
- Eophileurus himalayanus
- Eophileurus howdeni
- Eophileurus iwasei
- Eophileurus javanus
- Eophileurus kachinensis
- Eophileurus malayanus
- Eophileurus malyi
- Eophileurus montanus
- Eophileurus multidentatus
- Eophileurus nicobarensis
- Eophileurus niii
- Eophileurus nilgirensis
- Eophileurus oblongus
- Eophileurus pectoralis
- Eophileurus perforatus
- Eophileurus planatus
- Eophileurus platypterus
- Eophileurus quadrigeminatus
- Eophileurus sondaicus
- Eophileurus spatulicornis
- Eophileurus spinosus
- Eophileurus sukkiti
- Eophileurus sumbaianus
- Eophileurus takakuwai
- Eophileurus tenuiformis
- Eophileurus tetraspermexitus
- Eophileurus thailandensis
- Eophileurus variolipennis